# Давідень
Давідень, Давідені (рум. Davideni) — село у повіті Нямц в Румунії. Входить до складу комуни Цибукань.
Село розташоване на відстані 301 км на північ від Бухареста, 28 км на північний схід від П'ятра-Нямца, 74 км на захід від Ясс.

## Населення
За даними перепису населення 2002 року у селі проживали 1070 осіб. Усі жителі села рідною мовою назвали румунську.
Національний склад населення села:
| Національність | Кількість осіб | Відсоток |
| -------------- | -------------- | -------- |
| румуни         | 1061           | 99,2%    |
| цигани         | 9              | 0,8%     |